# Moschea Orologio
La moschea Orologio (in lingua albanese: Xhamia me Sahat) conosciuta anche come moschea Abdurrahman Pascia (in lingua albanese: Xhamia e Abdurrahman Pashes) rientra nei monumenti culturali religiosi dell'Albania.